# Global Volcanism Program

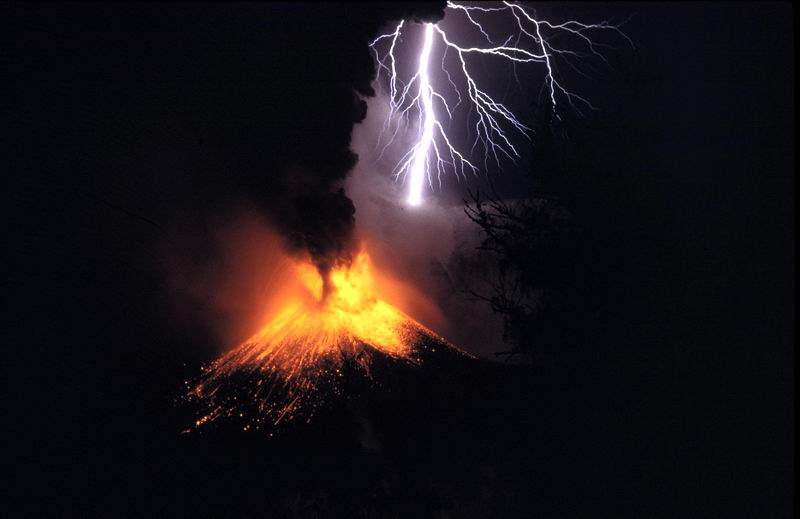
Извержение вулкана Ринджани в Индонезии в 1995 году

Глобальная программа вулканизма (англ. Global Volcanism Program, GVP) — американская исследовательская программа Смитсоновского института в области вулканологии Земли, занимающаяся отслеживанием и изучением текущей вулканической деятельности, а также ведением базы данных о исторических извержениях и вулканах, проявлявших активность за последние 10 000 лет. Документирование истории вулканической активности ведётся программой с 1968 года. GVP функционирует в Департаменте минералогических наук, части Национального музея естественной истории, в Вашингтоне.
На ранних стадиях вулканического извержения, GVP выступает в качестве центра обработки сообщений, данных и изображений, получаемых от разных источников. После анализа информации, участники программы выпускают отчёты в двух форматах. Первым выступает еженедельный отчёт о вулканической активности (The Weekly Volcanic Activity Report), являющийся совместным проектом Глобальной программы вулканизма Смитсоновского института и Программы вулканической опасности Геологической службы США. Он обеспечивает своевременную информированность сотрудников GVP о текущих извержениях. Вторым форматом отчётов является ежемесячная Сводка глобальной сети вулканизма (The Bulletin of the Global Volcanism Network), которая предоставляет более полную информацию о недавних извержениях и учитывает рецензируемую литературу и данные вулканологических обсерваторий.
Помимо информировании о текущих извержениях, GVP также документирует данные о вулканах и извержениях, произошедших за последние 10 000 лет. Информация из базы данных Глобальной программы вулканизма была использована и опубликована в трёх изданиях книги «Вулканы мира».